# Кійосе

35°47′9″ пн. ш. 139°31′35″ сх. д. / 35.78583° пн. ш. 139.52639° сх. д.
Кійо́се (яп. 清瀬市, きよせし, МФА: [kʲijose ɕi̥]) — місто в Японії, в префектурі Токіо.

## Короткі відомості

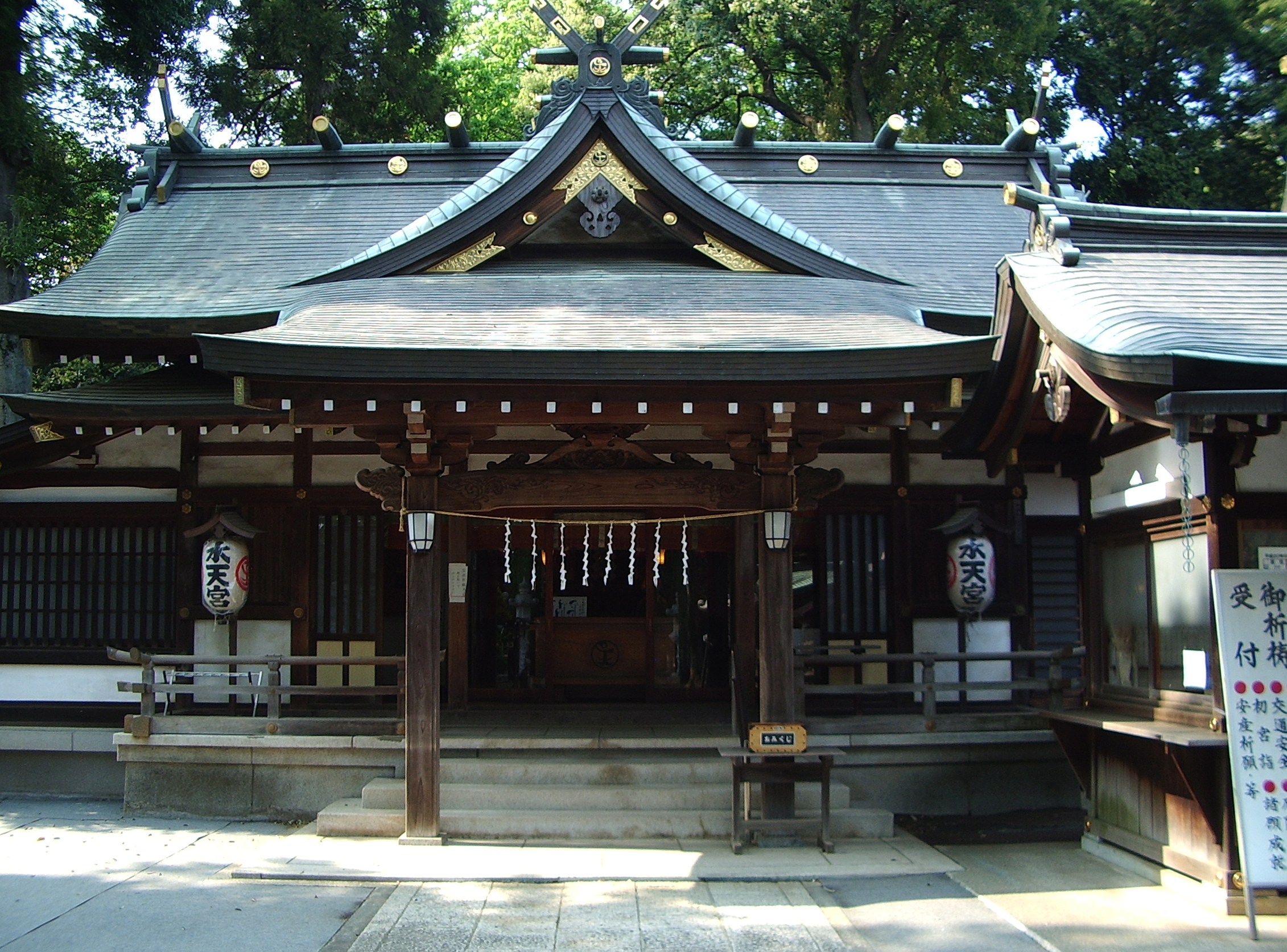
Святилище Суйтен.

Кійосе розташоване в північній частині префектури. Місто засноване 1 жовтня 1970 року в результаті підвищення містечка Кійосе до статусу міста. Розташоване на плато Мусасіно, на кордоні з префектурою Сайтама. Місто сполучається зі столицею Токіо залізницею Сейбу.
Через брак води Кійосе користується каналом Нобідоме, що протікає в південній частині міста. На відміну від більшості насалених пунктів Кантоської рівнини, місто зберегло частину первісного рівнинного лісостепу.
Завдяки належним кліматичним умовам та свіжому повітрю, 1931 року в Кійосе було відкрито Державний шпиталь з лікування туберкульозу. Відтоді кількість медично-лікарняних установ зростала і наприкінці 1930-х років досягла 17. 1939 року тут відкрився Лазарет Імперської армії Японії. З другої половини 20 століття Кійосе перетворилося на один з провідних японських медично-наукових центрів. В місті знаходяться Товариство профілактики туберкульозу, Інститут туберкульозу, Токійський державний шпиталь, Токійська педіатрична лікарня, громадська лікарня «Армії спасіння».
Окрім медичних закладів в Кійосе розміщені Метеорологічний супутниковий центр Метеорологічного управління Японії та Університет соціальної роботи.
Більшу частину Кійосу займає житловий комплекс. Місто відіграє роль «спального району» столиці Токіо.
Головними святинями Кійосу є синтоїстські святилища Суйтен та Хіе, в якому регулярно провадять традиційні для цієї місцевості «танці левів» та феєрверки.
Станом на 1 жовтня 2008 площа міста становила 10,19 км². Станом на 1 липня 2011 населення міста становило 74 236 осіб.

## Освіта
- Японський університет соціальної роботи